# Marina Raskova
Marina Michajlovna Raskova (ryska: Марина Михайловна Раскова), född 28 mars 1912 i Moskva, död 4 januari 1943, var en sovjetisk navigatör och major i flygvapnet, i USA ofta omnämnd som Rysslands Amelia Earhart. Hon var en av de första kvinnorna att tilldelas utmärkelsen Sovjetunionens hjälte. 
Som ung var flygning inte det ämne som verkade vara Raskovas framtid, då hon verkade mera ha fallenhet för humanistiska ämnen och studerade vid Pusjkins musikskola, med inriktning på piano. Där studerade hon även språk och lärde sig italienska och franska flytande, men studerade även kemi såväl som militära ämnen.

## Biografi

### Pilot
Vid 19 års ålder blev Marina Raskova anställd av Zjukovskijs flygtekniska akademi som assistent på laboratoriet. År 1934 tog hon examen som navigatör och 1935 pilotlicens. Den 24 oktober 1937 slog hon tillsammans med Valentina Grizodubova världsrekordet för kvinnor i långflygning genom att flyga 1 445 km utan mellanlandning i en Jak-12.
1938 var Raskova delaktig i tre rekordflygningar: 24 maj och 2 juli i en MP-1 flygbåt, genom att flyga 1 749 km respektive 2 241 km och den 24-25 september med Valentina Grizodubova och Polina Osipenko i det ombyggda bombplanet Rodina (Fosterlandet), ursprungligen en Tupolev DB-2/ANT-37, där de flög 6 450 km (varav 5 908 km utan uppehåll) i en pionjärflygning non-stop från Moskva till Komsomolsk.
Flygningen tog tio dagar och när isbildningen på planet började bli för svår, tog de tre beslutet att lätta planet på allt som inte längre kunde tänkas behövas, för att på så sätt vinna höjd igen. Raskova tog då beslutet att hon inte heller själv som navigatör var nödvändig för den sista biten av resan, men även för att hon på sin plats längst fram i planet och utan att kunna förflytta sig bakåt var sårbar vid en eventuell kraschlandning. 
Därför markerade hon planets position på kartan och hoppade. Emellertid hade hon glömt att få med sig sin nödproviant och vandrade därför omkring i tio dagar ensam, utan vatten och nästan utan mat, sökande efter planets landningsplats, innan hon upptäcktes av en jägare som tog henne till de övriga i besättningen. Dessa hade upptäckts åtta dagar efter att de tagit mark.
Vid 26 års ålder, 2 november 1938, belönades hon och de övriga två med utmärkelsen Sovjetunionens hjälte för sin flygning till Fjärran Östern. De blev därmed de första kvinnorna någonsin att få utmärkelsen och de första att få den före krigets utbrott.

### Krigsåren

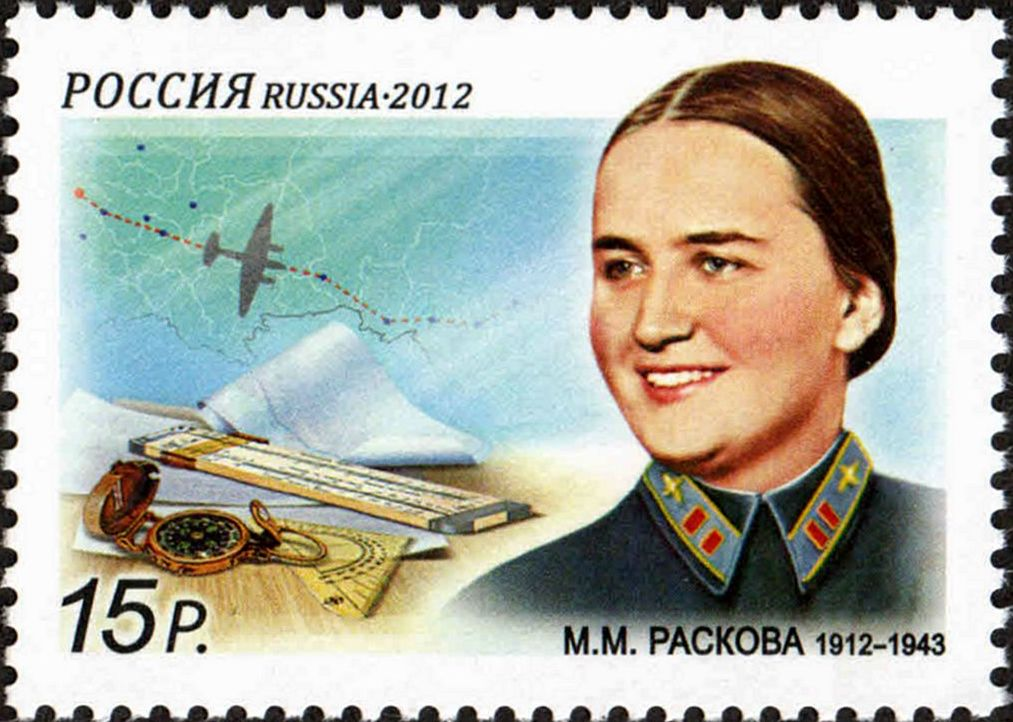
Ryskt frimärke utgivet till Raskovas hundraårsminne.

Sedan kriget mellan Sovjetunionen och Tyskland brutit ut 1941, använde sig Raskova av det inflytande hon vunnit hos Josef Stalin och sin ställning inom Folkets försvarskommitté, för att få tillstånd att sätta upp stridsenheter bestående av enbart kvinnor. Denna begäran var på förfrågan från många av landets unga kvinnor om att få göra något för Sovjetunionen och deras önskan om att slåss mot fienden.
Redan före kriget hade det funnits några kvinnliga piloter som hade tränats i flygklubbar av OSSOAVIACHIM (Sällskapet för hjälp till Försvars-, Flyg- och Kemiskindustri). Med det officiella godkännandet från Stavka och hjälp från Komsomol (unga kommunister) att välja ut lämpliga kandidater, började Raskova med bildandet av sina tre regementen i oktober 1941.
Efter att ha antagits till programmet (med beteckningen Flyggrupp 122) blev de framtida flygarna förflyttade till den lilla staden Engels, vid Volga strax norr om Saratov. Där försågs de med överblivna uniformer och overaller, ofta alltför stora. Under tiden i Engels fick kvinnorna en intensivkurs i navigation och flygning som varade sex månader, något som annars vanligtvis tog runt 18 månader.
En anekdot berättas om Raskova från flygutbildningen i Engels:
- När Raskova under första dagen i Engels höll sin introduktion för eleverna ska hon ha frågat dem: "Är ni inte rädda för att fara till fronten? Vet ni inte att de ondskefulla männen på andra sidan kommer att skjuta på er?" Rekryterna ska då ha svarat i kör: "Inte om jag skjuter först, major Raskova!"

Naturligtvis höll Raskova hela tiden ett vakande öga på eleverna under hela lärotiden, där hon bestämde varje enskild individs framtida placering. Med STAVKA:s godkännande bildade hon därefter tre kvinnliga flygregementen:
- 586 IAP, jaktflygsregemente, bland de mera namnkunniga piloterna här hör Lidia Litvjak. Den första av enheterna att delta i strid, 16 april 1942.

- 587 BAP, bombflygsregemente, "Kvinnodagen" (senare omdöpt till 125:e) Operativ i september 1943. Under Raskovas eget befäl och förlänade landets modernaste och bästa bombplan, Petljakov Pe-2. Ett plan många andra regementen hade på önskelistan, men var tvungna att använda andra, sämre typer. Detta ledde till viss antagonism inom kåren från de manliga kollegornas sida. Enheten flög 1 134 uppdrag och släppte 980 000 ton bomber.

- 588 NBAP, nattbombsregemente, de av tyskarna så kallade: "Nachthexen" (Natthäxor).

Det första regementet var ursprungligen bestämt att försvara luftrummet runt Saratov, medan de övriga två efter ytterligare träning skulle sändas till fronten. Alla tre regementena blev tilldelade nummer i 500-serien, vilket innebar att de var av särskilt intresse för Statliga försvarskommittén GKO (Gosudarstvennyj Komitet Oborony).

### Död
Raskova omkom i sviterna efter en nödlandning på eget flygfält, 4 januari 1943, när hon under en fruktansvärd snöstorm ledde en grupp Pe-2 för att fylla med egna piloter i slaget om Stalingrad. Hennes maskin, som ledde en formation med tre andra plan, slog under landningen i strandkanten till floden Volga strax norr om staden; ingen i besättningen överlevde. För att hedra hennes minne såg Josef Stalin till att ge henne statsbegravning och hon blev därmed den första personen under kriget att få denna hedersbetygelse. Hennes kropp är begravd på Röda torget i Moskva. Strax efter sin död fick hon ett amerikanskt Libertyskepp uppkallat efter sig, SS Marina Raskova, i juni 1943.